# Cadiz (Kentucky)
Cadiz és una població dels Estats Units a l'estat de Kentucky. Segons el cens del 2000 tenia 2.373 habitants.

## Demografia
Segons el cens del 2000, Cadiz tenia 2.373 habitants, 1.009 habitatges, i 648 famílies. La densitat de població era de 264,8 habitants/km².
Dels 1.009 habitatges en un 30,1% hi vivien nens de menys de 18 anys, en un 44,5% hi vivien parelles casades, en un 15,8% dones solteres, i en un 35,7% no eren unitats familiars. En el 32,9% dels habitatges hi vivien persones soles el 18,7% de les quals corresponia a persones de 65 anys o més que vivien soles. El nombre mitjà de persones vivint en cada habitatge era de 2,29 i el nombre mitjà de persones que vivien en cada família era de 2,89.
Per edats la població es repartia de la següent manera: un 24,7% tenia menys de 18 anys, un 8% entre 18 i 24, un 24,9% entre 25 i 44, un 21,8% de 45 a 60 i un 20,7% 65 anys o més.
L'edat mediana era de 39 anys. Per cada 100 dones de 18 o més anys hi havia 77,9 homes.
La renda mediana per habitatge era de 26.429 $ i la renda mediana per família de 31.750 $. Els homes tenien una renda mediana de 30.357 $ mentre que les dones 18.929 $. La renda per capita de la població era de 13.404 $. Entorn del 17,5% de les famílies i el 19,9% de la població estaven per davall del llindar de pobresa.

## Poblacions més properes
El següent diagrama mostra les poblacions més properes.